# 大名力
大名 力（おおな つとむ）は、日本の英語学者。名古屋大学大学院人文学研究科教授。

## 経歴・人物
東京学芸大学大学院教育学研究科英語教育専攻修士課程修了、教育学修士。
2000年、名古屋大学大学院国際開発研究科助教授（後に准教授）。2013年、名古屋大学大学院国際開発研究科教授。2017年、名古屋大学大学院人文学研究科教授

## 著書
- 「言語研究のための正規表現によるコーパス検索」ひつじ書房、2012.9
- 「英語の文字・綴り・発音のしくみ」研究社、2014.10
- 「英語の綴りのルール」研究社、2021.8
- 「英語の記号・書式・数量表現のしくみ」研究社、2023.7
- 「英語の発音と綴り - なぜwalkがウォークで、workがワークなのか」中公新書、2023.10